# Tereza Vaculíková
Tereza Vaculíková (* 30. října 1992 Brno) je bývalá česká akrobatická lyžařka specializující se na jízdu v boulích. Studovala na brněnském gymnáziu na tř. Kpt. Jaroše a poté začala studovat práva na Masarykově univerzitě. Její bratr Lukáš rovněž závodil v boulích.

## Sportovní kariéra
V roce 2010, ve svých sedmnácti letech, reprezentovala Českou republiku na Zimních olympijských hrách ve Vancouveru, kde byla nejmladší účastnicí české výpravy. Ve své kvalifikační jízdě nezvládla první skok a při pádu ztratila lyži. I bez šance na úspěch se pro ni vrátila a jízdu dokončila, za což od diváků sklidila aplaus. Za svoji jízdu od rozhodčích obdržela v součtu 1,5 bodů a obsadila poslední, 27. příčku.
Na Mistrovství světa 2011 v americkém Deer Valley obsadila v jízdě v boulích při svém debutu na šampionátu dospělých jedenácté místo, v paralelních boulích byla sedmnáctá. Jejím zatím nejlepším umístěním ve SP je 7. místo z Åre z 12. března 2011. Na Mistrovství světa juniorů 2011 v Jyväskylä vyjela v klasickém závodě bronzovou medaili a v paralelním závodě čtvrté místo. Avšak právě v paralelním závodě v semifinálové jízdě po prvním skoku ucítila rupnutí v levém koleni a salto už koleno nevydrželo. Hned po návratu z juniorského šampionátu absolvovala magnetickou rezonanci v brněnské Fakultní nemocnici u sv. Anny a následující den ji tam operovali.
Na MS 2013 se umístila na 24. (boule) a 25. místě (paralelní boule).
Zúčastnila se také ZOH 2014 v Soči, kde se po pádu v kvalifikaci umístila na 27. místě.
Kvůli dlouhodobým problémům s koleny ukončila v květnu 2014 svoji sportovní kariéru.